# Сборная Узбекистана по футболу (до 23 лет)
Молодёжная (олимпийская) сборная Узбекистана по футболу до 23 лет (узб. O'zbekiston U-23 yoshlar (olimpiya) futbol terma jamoasi) — сборная, представляющая Узбекистан на международных молодёжных матчах и соревнованиях по футболу, в составе которой могут выступать футболисты-граждане Узбекистана в возрасте от 21 до 23 года.
Управляется Футбольной ассоциацией Узбекистана, которая является полноправным членом АФК и ФИФА.
Название сборной меняется в соответствии с турниром. Так, олимпийская сборная представляет Узбекистан на футбольном турнире Летних Азиатских игр, а также на футбольном турнире Летних Олимпийских игр. А в качестве молодёжной сборной до 23 лет регулярно участвует на чемпионате Азии U-23.

## История
Молодёжная (олимпийская) сборная представляет Узбекистан на Летних Азиатских Играх (U-23), футбольном турнире Олимпийских Игр (U-23) и Чемпионате Азии по футболу среди молодёжных команд (U-22).
По состоянию на январь 2018 года, олимпийская сборная Узбекистана шесть раз участвовала на футбольном турнире Летних Азиатских игр, и в турнире 1994 года становилась чемпионом Азиатских игр. С 2002 года на футбольном турнире Азиатских Игр разрешается играть игрокам до 23 лет и не более трём игрокам старше 23 лет. 
Молодёжная сборная Узбекистана также 5 раз участвовала в отборочном турнире Олимпийских Игр, но пока еще ни разу  на Олимпиаду не квалифицировалась.
Эта же сборная, под названием молодёжная сборная Узбекистана участвует на молодёжном Чемпионате Азии до 23 лет. По состоянию на январь 2018 года, молодёжная сборная Узбекистана участвовала во всех трёх розыгрышах молодёжного Чемпионата Азии

### Олимпиада 2012
Отборочный турнир на Летние Олимпийские Игры в Лондоне 2012 года также закончился неудачей для сборной: команда не смогла пройти заключительный дополнительный раунд плей-офф отборочного турнира. После завершения отборочного турнира на Летние Олимпийские игры в Лондоне в 2012 году должность главного тренера осталась вакантной и позднее и тренерский штаб олимпийской сборной (U-23) был распущен.

### Чемпионат Азии 2013 (U-22)
6 января 2012 года главным тренером сборной U-21 был назначен Алексей Евстафеев, для подготовки сборной к отборочному турниру Чемпионата Азии U-22 в Омане. До этого Евстафеев успешно работал во главе сборной Узбекистана U-17 в 2009-2011 годах. Сборная U-21 под руководством Евстафеева прошла квалификацию и получила путёвку на Чемпионат Азии U-22.
В декабре 2013 года произошла смена тренеров в сборной U-22: текущий ассистент главной сборной Шухрат Максудов был назначен главным тренером сборной U-22  для выступления на Чемпионат Азии U-22 2014 в Омане, Евстафеев стал старшим тренером сборной. Выступление сборной на ЧМ до 23 в Омане было неудачным: команда заняла в группе "Д"  третье место, имея на счету только одну победу. Максудов был уволен с поста и 18 февраля 2015 новым тренером сборной до 22 лет был назначен Бахтиёр Ашурматов.

### Чемпионат Азии 2016 (U-23)
На заседании АФК в Маниле 28 ноября 2014 года было принято решение о переименовании Чемпионата Азии до 22 лет на Чемпионат Азии до 23, который теперь должен служить квалификационным турниром для путевки на Олимпийские Игры.
Под руководством Ашурматова сборная участвовала в отборочных матчах на Чемпионат Азии 2016 до 23 лет. Хотя сборная и прошла в финальный турнир, но смогла туда пробиться лишь последней пятой командой из числа, занявших вторые места в группе. Выступление сборной в отборочных играх поэтому было признано неудовлетворительным, так как руководством Федерации страны перед олимпийской сборной была поставлена задача квалификация к Олимйпийским Играм 2016 в Рио-де-Жанейро, путём успешной игры в Чемпионате Азии 2016 до 23 лет.
На заседании ФФУ от 23 июня 2015 года было принято решение о назначении Виктора Джалилова новым главным тренером сборной до 22 лет. В июне 2015 года ассистентом сборной был назначен Дильшод Нуралиев, который ранее успешно тренировал юношескую сборные до 17 и до 20 лет.
27 ноября  2015 года указом ФФУ Мираброром Усмановым новым тренером сборной до 22 лет  (U-22) был назначен ныне бывший тренер главной сборной, Самвел Бабаян. Его ассистентом назначен в сборной до 22 лет, Виктор Джалилов.
На Чемпионат Азии 2016, проходивший с 12 по 30 января 2016  года в Катаре, сборная под руководством  Бабаяна не смогла выйти из группы, проиграв 2 матча: сначала Южной Корее  1:2 и Ираку со счетом 2:3.  Турнир служил  квалификацией к Олимпиаде 2016 в Рио-де-Жанейро.

### Чемпионат Азии 2018 (U-23)
30 апреля 2017 года  новым главным тренером сборной Узбекистана U-22 был назначен Равшан Хайдаров. Хайдарову была поставлена задача квалификации на Чемпионат Азии 2018 (U-23) в Китае, а затем и успешное там выступление. Сборная Хайдарова успешно прошла отборочный турнир на чемпионат в 2017 году. На Чемпионате Азии 2018 сборная Узбекистана проиграла первый матч в группе Катару 0:1, но затем выиграла два остальных матча и вышла из группы со второго места. В четвертьфинале и полуфинале поочередно были переиграны сборные Японии 4:0 и Южной Кореи 4:1. В финале не без труда сборная Узбекистана в дополнительное время вырвала победу у Вьетнама 2:1. Таким образом молодежная сборная Узбекистана впервые стала чемпионом Азии до 23 лет.

### Чемпионат Азии 2022 (U23)

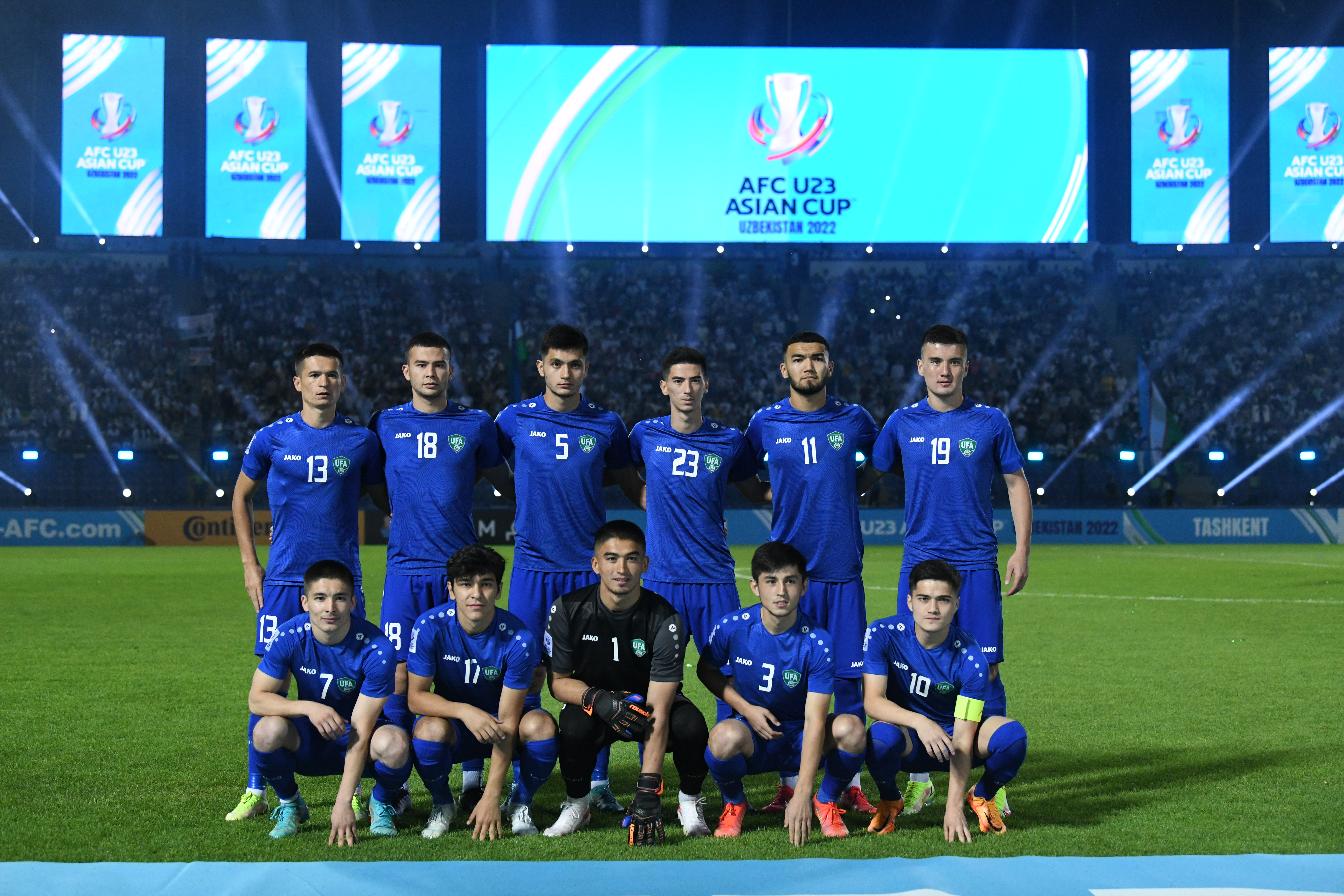
Состав молодёжной сборной на Чемпионате Азии 2022 до 23-х лет.

В 2021 году главным тренером сборной Узбекистан U23 стал Тимур Кападзе. В 2020 году АФК решило, что чемпионат Азии по футболу до 23 лет будет проводиться в Узбекистане. В итоге сборная Узбекистана получила путевку на турнир как страна-хозяйка. Первый матч хозяева провели против сборной Туркменистана на стадионе "Пахтакор". Игра закончилась победой Узбекистана после гола забитого с пенальти (1:0). А следующая игра была против сборной Катара, в этом матче Узбекистан победил 6:0 и досрочно вышел в 1/4 финал турнира. Против Сборной Ирана до 23 лет Узбекистан сыграл вничью со счётом 1:1. Команда вышла в следующий этап, оставив позади себя Иран и Катар. Вместе с Узбекистаном в стадию 1/4 финала вышел Туркменистан.
В 1/4 финала Узбекистан сыграл против сборной Ирака. На 10-й минуте произошла стычка между игроками команды Узбекистана и Ирака. Судья, внимательно изучив ситуацию, удалил игрока сборной Узбекистана. Вскоре сборная Ирака воспользовалась ситуацией и открыла счет в матче, после чего узбекистанские болельщики закидали соперника камнями. Пострадал один человек. Позднее АФК приняло решение, что следующая игра команды пройдет без зрителей. Что касается игры, то сборная Узбекистана позднее сравняла счет в матче и даже вышла вперед на 49-й минуте — случился автогол. На 76-й минуте Ирак отыгрался — 2:2. После дополнительного времени счёт не изменился, однако в серии пенальти сборная Узбекистан выиграла этот матч со счётом 5:3. Один из ударов отразил вратарь команды Владимир Назаров. В следующем матче в полуфинале Узбекистан сыграл против сборной Япония. В этой игре на 59-й минуте Жасур Жалолидинов открыл счёт в матче, на 89-й минуте счёт стал уже 2:0. В финале Узбекистан играл против Саудовской Аравии. Соперник забил два гола, а мяч Узбекистана был отменен из-за офсайда, итоговый счет — 2:0 в пользу Саудовской Аравии, сборной Узбекистана же достались серебряные медали турнира.

## Основные турниры

### Летние Азиатские игры
| 1994-1998 | см. Сборная Узбекистана по футболу | см. Сборная Узбекистана по футболу | см. Сборная Узбекистана по футболу | см. Сборная Узбекистана по футболу | см. Сборная Узбекистана по футболу | см. Сборная Узбекистана по футболу | см. Сборная Узбекистана по футболу | см. Сборная Узбекистана по футболу |  |       |   |   |    |    |   |   |    |    |
| 2002      | Групповой этап                     | -                                  | 3                                  | 1                                  | 0                                  | 2                                  | 2                                  | 4                                  |  |       |   |   |    |    |   |   |    |    |
| 2006      | Четвертьфинал                      | -                                  | 4                                  | 3                                  | 0                                  | 1                                  | 7                                  | 4                                  |  |       |   |   |    |    |   |   |    |    |
| 2010      | Четвертьфинал                      | -                                  | 5                                  | 2                                  | 0                                  | 3                                  | 5                                  | 7                                  |  |       |   |   |    |    |   |   |    |    |
| 2014      | 1/8 финала                         | -                                  | 4                                  | 2                                  | 1                                  | 1                                  | 11                                 | 4                                  |  |       |   |   |    |    |   |   |    |    |
| 2018      | Четвертьфинал                      | -                                  | 5                                  | 4                                  | 0                                  | 1                                  | 16                                 | 4                                  |  |       |   |   |    |    |   |   |    |    |
| 2022      | 3 место                            | 3 место                            | 3 место                            | 3 место                            | 3 место                            | 3 место                            | 3 место                            | 3 место                            |  | Итого | - | - | 21 | 12 | 1 | 8 | 41 | 23 |

Примечание: До 2002 года на футбольных турнирах Азиатских игр не было возрастного ограничения для участвующих сборных. С 2002 года на футбольном турнире Азиатских игр участвуют только молодёжные олимпийские сборные по олимпийскому регламенту.

### Олимпийские игры
| Показатели выступлений на Олимпийских играх | Показатели выступлений на Олимпийских играх | Показатели выступлений на Олимпийских играх | Показатели выступлений на Олимпийских играх | Показатели выступлений на Олимпийских играх | Показатели выступлений на Олимпийских играх | Показатели выступлений на Олимпийских играх | Показатели выступлений на Олимпийских играх | Показатели выступлений на Олимпийских играх |
| Год                                         | Раунд                                       | Место                                       | М                                           | В                                           | Н                                           | П                                           | МЗ                                          | МП                                          |
| ------------------------------------------- | ------------------------------------------- | ------------------------------------------- | ------------------------------------------- | ------------------------------------------- | ------------------------------------------- | ------------------------------------------- | ------------------------------------------- | ------------------------------------------- |
| 1996                                        | Не прошли квалификацию                      | Не прошли квалификацию                      | Не прошли квалификацию                      | Не прошли квалификацию                      | Не прошли квалификацию                      | Не прошли квалификацию                      | Не прошли квалификацию                      | Не прошли квалификацию                      |
| 2000                                        | Не прошли квалификацию                      | Не прошли квалификацию                      | Не прошли квалификацию                      | Не прошли квалификацию                      | Не прошли квалификацию                      | Не прошли квалификацию                      | Не прошли квалификацию                      | Не прошли квалификацию                      |
| 2004                                        | Не прошли квалификацию                      | Не прошли квалификацию                      | Не прошли квалификацию                      | Не прошли квалификацию                      | Не прошли квалификацию                      | Не прошли квалификацию                      | Не прошли квалификацию                      | Не прошли квалификацию                      |
| 2008                                        | Не прошли квалификацию                      | Не прошли квалификацию                      | Не прошли квалификацию                      | Не прошли квалификацию                      | Не прошли квалификацию                      | Не прошли квалификацию                      | Не прошли квалификацию                      | Не прошли квалификацию                      |
| 2012                                        | Не прошли квалификацию                      | Не прошли квалификацию                      | Не прошли квалификацию                      | Не прошли квалификацию                      | Не прошли квалификацию                      | Не прошли квалификацию                      | Не прошли квалификацию                      | Не прошли квалификацию                      |
| 2016                                        | Не прошли квалификацию                      | Не прошли квалификацию                      | Не прошли квалификацию                      | Не прошли квалификацию                      | Не прошли квалификацию                      | Не прошли квалификацию                      | Не прошли квалификацию                      | Не прошли квалификацию                      |
| 2020                                        | Не прошли квалификацию                      | Не прошли квалификацию                      | Не прошли квалификацию                      | Не прошли квалификацию                      | Не прошли квалификацию                      | Не прошли квалификацию                      | Не прошли квалификацию                      | Не прошли квалификацию                      |
| 2024                                        | Групповой этап                              | -                                           | 3                                           | 0                                           | 1                                           | 2                                           | 2                                           | 4                                           |
| Итого                                       | Групповой этап                              | -                                           | 3                                           | 0                                           | 1                                           | 2                                           | 2                                           | 4                                           |

### Молодёжный Чемпионат Азии до 23 лет (U-23)
| Показатели выступлений на Чемпионате Азии по футболу среди молодёжных команд | Показатели выступлений на Чемпионате Азии по футболу среди молодёжных команд | Показатели выступлений на Чемпионате Азии по футболу среди молодёжных команд | Показатели выступлений на Чемпионате Азии по футболу среди молодёжных команд | Показатели выступлений на Чемпионате Азии по футболу среди молодёжных команд | Показатели выступлений на Чемпионате Азии по футболу среди молодёжных команд | Показатели выступлений на Чемпионате Азии по футболу среди молодёжных команд | Показатели выступлений на Чемпионате Азии по футболу среди молодёжных команд | Показатели выступлений на Чемпионате Азии по футболу среди молодёжных команд |
| Год                                                                          | Раунд                                                                        | Место                                                                        | М                                                                            | В                                                                            | Н                                                                            | П                                                                            | МЗ                                                                           | МП                                                                           |
| ---------------------------------------------------------------------------- | ---------------------------------------------------------------------------- | ---------------------------------------------------------------------------- | ---------------------------------------------------------------------------- | ---------------------------------------------------------------------------- | ---------------------------------------------------------------------------- | ---------------------------------------------------------------------------- | ---------------------------------------------------------------------------- | ---------------------------------------------------------------------------- |
| 2013                                                                         | Групповой этап                                                               | -                                                                            | 3                                                                            | 1                                                                            | 0                                                                            | 2                                                                            | 2                                                                            | 5                                                                            |
| 2016                                                                         | Групповой этап                                                               | -                                                                            | 3                                                                            | 1                                                                            | 0                                                                            | 2                                                                            | 6                                                                            | 6                                                                            |
| 2018                                                                         | Чемпион                                                                      | 1                                                                            | 6                                                                            | 5                                                                            | 0                                                                            | 1                                                                            | 12                                                                           | 3                                                                            |
| 2020                                                                         | 4-е место                                                                    | 4                                                                            | 3                                                                            | 2                                                                            | 1                                                                            | 3                                                                            | 9                                                                            | 6                                                                            |
| 2022                                                                         | Финал                                                                        | 2                                                                            | 6                                                                            | 3                                                                            | 2                                                                            | 1                                                                            | 12                                                                           | 5                                                                            |
| Итого                                                                        |                                                                              | 2 медали                                                                     | 21                                                                           | 12                                                                           | 3                                                                            | 9                                                                            | 41                                                                           | 25                                                                           |

Примечание: Молодёжный Чемпионат Азии до 23 лет начал проводиться с 2013 года.

## Главные тренеры
| Период    | Главный тренер                       |
| --------- | ------------------------------------ |
| 1992—1994 | Рустам Акрамов и Берадор Абдураимов  |
| 1995—1996 | Александр Иванков и Мирзахим Гулямов |
| 1997—1998 | Нет данных                           |
| 1999      | Виктор Борисов                       |
| 2000—2002 | Нет данных                           |
| 2003      | Виктор Борисов                       |
| 2004—2005 | Нет данных                           |
| 2006—2007 | Рауф Инилеев                         |
| 2007      | Вадим Абрамов                        |

| 2008—2010 | Ахмад Убайдуллаев |
| 2011—2012 | Вадим Абрамов     |
| 2012—2013 | Алексей Евстафеев |
| 2014—2015 | Шухрат Максудов   |
| 2015      | Бахтиёр Ашурматов |
| 2015      | Виктор Джалилов   |
| 2015—2016 | Самвел Бабаян     |
| 2016—2017 | Джасур Абдураимов |
| 2017—2018 | Равшан Хайдаров   |
| 2018      | Мирджалол Касымов |
| 2019—2020 | Любинко Друлович  |

## Общая статистика матчей
- По состоянию на 25 декабря 2021 года
- И — игры, В — выигрыши, Н — ничьи, П — поражения, МЗ — забитые мячи, МП — пропущенные мячи, ± — разница забитых и пропущенных мячей.

| Страна-соперник      | И   | В  | Н  | П  | МЗ  | МП  | ±   |
| -------------------- | --- | -- | -- | -- | --- | --- | --- |
| Австралия            | 3   | 1  | 1  | 1  | 2   | 1   | 1   |
| Албания (до 21)      | 1   |    |    | 1  |     | 1   | -1  |
| Афганистан           | 1   | 1  |    |    | 5   |     | 5   |
| Бангладеш            | 5   | 5  |    |    | 18  | 1   | 17  |
| Бахрейн              | 4   |    | 1  | 3  | 2   | 8   | -6  |
| Вьетнам              | 6   | 3  | 3  |    | 8   | 5   | 3   |
| Гондурас (до 20)     | 1   |    |    | 1  | 2   | 4   | -2  |
| Гонконг              | 4   | 2  | 1  | 1  | 4   | 2   | 2   |
| Зимбабве             | 1   |    | 1  |    | 1   | 1   | 0   |
| Египет               | 3   | 3  |    |    | 8   | 3   | 5   |
| Израиль (до 21)      | 1   | 1  |    |    | 2   |     | 2   |
| Индия                | 2   | 2  |    |    | 5   |     | 5   |
| Иордания             | 3   | 1  | 1  | 1  | 5   | 5   | 0   |
| Ирак                 | 7   | 3  | 1  | 3  | 16  | 13  | 3   |
| Иран                 | 6   | 2  | 1  | 3  | 9   | 13  | -4  |
| Йемен                | 4   | 3  | 1  |    | 8   | 2   | 6   |
| Казахстан            | 4   |    |    | 4  | 3   | 10  | -7  |
| Канада               | 1   |    |    | 1  |     | 1   | -1  |
| Катар                | 5   | 4  |    | 1  | 9   | 3   | 6   |
| Кыргызстан           | 4   | 4  |    |    | 12  | 3   | 9   |
| Китай                | 7   | 4  | 1  | 2  | 7   | 5   | 2   |
| КНДР                 | 1   | 1  |    |    | 4   | 2   | 2   |
| Кувейт               | 1   | 1  |    |    | 5   | 1   | 4   |
| Ливан                | 1   | 1  |    |    | 3   | 1   | 2   |
| Малайзия             | 1   | 1  |    |    | 3   | 1   | 2   |
| Мьянма               | 2   | 1  | 1  |    | 4   | 3   | 1   |
| Непал                | 2   | 2  |    |    | 6   | 2   | 4   |
| ОАЭ                  | 12  | 7  | 2  | 3  | 19  | 12  | 7   |
| Оман                 | 5   | 2  | 2  | 1  | 2   | 2   | 0   |
| Палестина            | 2   | 2  |    |    | 4   | 1   | 3   |
| Республика Корея     | 13  | 2  | 1  | 10 | 15  | 27  | -12 |
| Россия (до 21)       | 1   |    |    | 1  | 3   | 4   | -1  |
| Саудовская Аравия    | 7   |    | 3  | 4  | 7   | 12  | -5  |
| Сербия (до 21)       | 1   | 1  |    |    | 2   |     | 2   |
| Словения (до 21)     | 1   | 1  |    |    | 3   |     | 3   |
| Сирия                | 5   | 1  | 2  | 2  | 6   | 7   | -1  |
| Таджикистан          | 7   | 5  | 2  |    | 14  | 2   | 12  |
| Таиланд              | 1   | 1  |    |    | 5   | 2   | 3   |
| Туркменистан         | 2   | 1  | 1  |    | 4   | 1   | 3   |
| Узбекистан (главная) | 1   |    |    | 1  | 1   | 3   | -2  |
| Финляндия (до 21)    | 1   | 1  |    |    | 2   |     | 2   |
| Филиппины            | 1   | 1  |    |    | 3   |     | 3   |
| Япония               | 5   | 2  | 1  | 2  | 8   | 5   | 3   |
| Всего                | 146 | 73 | 27 | 46 | 249 | 169 | +80 |